# کوئه‌نوخزندگان
کوئه‌نوخزندگان (نام علمی: Kuehneosauridae) نام یک تیره از رده خزندگان است.